# Armée de Paris (Second Empire)
Pour les articles homonymes, voir Armée de Paris.
L'armée de Paris est une grande unité de l'Armée française, formée pour défendre Paris sous le Second Empire, lors de la guerre de Crimée, puis lors de la guerre d'Italie.

## Historique
Elle est formée en juin 1854 pour faire face à une éventuelle invasion prussienne ou autrichienne. Elle compte deux divisions, ses régiments ayant deux bataillons de guerre et un bataillon resté au dépôt.
Lors de la guerre d'Italie en 1859, l'armée est stationnée à Paris et au camp d'Helfaut.

## Composition
En 1854 :
- 1re division : 2e bataillon de chasseurs à pied, 8e, 9e, 32e, 36e et 66e régiments d'infanterie de ligne
- 2e division : 20e bataillon de chasseurs à pied, 8e et 13e régiments d'infanterie légère, 17e, 63e et 67e régiments d'infanterie de ligne

En 1855 : 
- 4 divisions

En 1859 : 
- 4 divisions